# Communauté de communes Beaujolais-Val-de-Saône
La communauté de communes Beaujolais-Val-de-Saône est une ancienne communauté de communes française, située dans le département du Rhône en région Rhône-Alpes, qui existe de 1995 à 2013.

## Présentation
Regroupant 11 communes situées au nord-est du département du Rhône, la communauté de communes a pour siège la ville de Belleville.

## Historique
Créée en 1995, la communauté de communes fusionne le 1er janvier 2014 avec la communauté de communes de la région de Beaujeu et la commune de Cenves pour former la communauté de communes Saône Beaujolais.

## Communes
| Nom                      | Code Insee | Gentilé                | Superficie (km2) | Population (dernière pop. légale) | Densité (hab./km2) |
| ------------------------ | ---------- | ---------------------- | ---------------- | --------------------------------- | ------------------ |
| Belleville (siège)       | 69019      | Bellevillois           | 10,42            | 8 244 (2014)                      | 791                |
| Cercié                   | 69036      | Cerciatons             | 4,94             | 1 110 (2014)                      | 225                |
| Charentay                | 69045      | Charentois             | 13,78            | 1 232 (2014)                      | 89                 |
| Corcelles-en-Beaujolais  | 69065      | Corcellois             | 9,30             | 896 (2014)                        | 96                 |
| Dracé                    | 69077      | Dracéens               | 14,87            | 979 (2014)                        | 66                 |
| Lancié                   | 69108      | Lancerons              | 6,60             | 1 018 (2014)                      | 154                |
| Odenas                   | 69145      | Odenassiens            | 9,02             | 922 (2014)                        | 102                |
| Saint-Étienne-la-Varenne | 69198      | Stéphanois             | 6,96             | 734 (2014)                        | 105                |
| Saint-Jean-d'Ardières    | 69211      | Saint-Jean-d'Ardièrois | 12,44            | 4 101 (2014)                      | 330                |
| Saint-Lager              | 69218      | Saint-Lageois          | 7,74             | 999 (2014)                        | 129                |
| Taponas                  | 69242      | Taponassiens           | 7,64             | 958 (2014)                        | 125                |